# Hacksaw Ridge
Hacksaw Ridge ( tiếng Việt: Người hùng không súng ) là bộ phim chính kịch chiến tranh tiểu sử năm 2016 do Mel Gibson đạo diễn và được Andrew Knight và Robert Schenkkan viết kịch bản, dựa trên phim tài liệu năm 2004 The Conscientious Objector. Bộ phim tập trung vào những trải nghiệm trong Thế chiến II của Desmond Doss, một lính cứu thương chiến trận chủ nghĩa hòa bình Mỹ, một Kitô hữu Cơ Đốc Phục Lâm, từ chối mang theo hoặc sử dụng súng cầm tay hoặc vũ khí dưới bất kỳ hình thức nào. Doss trở thành người phản đối chiến tranh đầu tiên được trao Huân chương Danh dự, vì phục vụ ở trên và vượt ra khỏi nhiệm vụ trong trận Okinawa. Andrew Garfield đóng vai Doss, Sam Worthington, Luke Bracey, Teresa Palmer, Hugo Weaving, Rachel Griffiths và Vince Vaughn trong vai phụ.
Bộ phim được phát hành tại Mỹ vào ngày 4 tháng 11 năm 2016, thu về $175,3 triệu USD trên toàn thế giới và nhận được những nhận xét tích cực, với sự chỉ đạo của Gibson và màn trình diễn của Garfield đạt được những lời khen ngợi đáng chú ý. Hacksaw Ridge đã được Viện phim Mỹ lựa chọn là một trong 10 bộ phim hay nhất của năm và đã nhận được nhiều giải thưởng và đề cử. Bộ phim nhận được sáu đề cử Oscar tại Giải Oscar lần thứ 89, bao gồm Phim hay nhất, Đạo diễn xuất sắc nhất, Nam diễn viên xuất sắc nhất cho Garfield và Giải biên tập âm thanh xuất sắc nhất, giành giải thưởng hòa âm xuất sắc nhất và dựng phim xuất sắc nhất. Bộ phim cũng nhận được đề cử Quả Cầu Vàng cho Phim hay nhất, Đạo diễn xuất sắc nhất và Nam diễn viên xuất sắc nhất, và 12 đề cử của giải AACTA, chiếm đa số, trong đó có phim xuất sắc nhất, đạo diễn xuất sắc nhất, kịch bản gốc xuất sắc nhất, nam diễn viên xuất sắc nhất cho Garfield và nam diễn viên phụ xuất sắc nhất cho Weaving.

## Nội dung
Ngay từ nhỏ, Desmond Doss đã có ác cảm với vũ lực do anh chứng kiến ông bố say xỉn đánh đập mẹ mình. Doss có niềm tin mãnh liệt vào Đức Chúa Trời, quyết tâm không bao giờ giết người. Nhiều năm sau, Doss đưa người bị thương vào bệnh viện và gặp cô y tá Dorothy Schutte. Hai người bắt đầu mối quan hệ và yêu nhau.
Sau khi Nhật tấn công Trân Châu Cảng, các thanh niên Mỹ gia nhập quân đội, Doss cũng tình nguyện tham gia quân đội để xin làm lính cứu thương. Anh cầu hôn Dorothy trước khi vào trại huấn luyện. Trong trại huấn luyện, Doss từ chối cầm súng và tập luyện vào ngày Thứ bảy, điều này làm mọi người ngạc nhiên. Mọi người nghĩ cậu nhát gan nên thường xuyên bắt nạt cậu. Trung sĩ Howell và Đại úy Glover tìm cách buộc Doss phải rời khỏi trại huấn luyện, nhưng không được. Doss vẫn ở lại trong quân đội và được ra chiến trường.
Đơn vị của Doss gia nhập vào Sư đoàn Bộ binh 77 và được đưa đến Mặt trận Thái Bình Dương. Trong Trận Okinawa, họ biết được rằng họ đến đây là để thay thế Sư đoàn Bộ binh 96, những người gặp thương vong lớn sau khi chiến đấu trên đỉnh núi Hacksaw. Một trận đánh diễn ra, Doss không hề cầm súng bắn quân Nhật, nhưng anh đã cứu được vài người đồng đội. Đêm đó, quân Mỹ ở lại canh giữ đỉnh Hacksaw.
Buổi sáng, quân Nhật tấn công ồ ạt khiến quân Mỹ phải leo xuống vách núi để rút lui. Howell và nhiều lính Mỹ bị thương khác bị bỏ lại trên chiến trường. Doss đã quay lại để cứu các đồng đội bị thương, trong khi toàn bộ quân Mỹ đã rút lui. Doss đưa đồng đội đến chỗ vách núi rồi thòng dây thừng đưa họ xuống bên dưới. Anh luôn cầu nguyện Chúa rằng "cho con cứu thêm một người nữa".
Doss cứu Howell và cả hai người cùng rời khỏi đỉnh Hacksaw khi bị quân Nhật phát hiện. Glover cùng nhiều người lính khác ngưỡng mộ lòng vị tha của Doss. Họ nói rằng họ sẽ không tấn công đợt tiếp theo nếu không có Doss. Chờ cho Doss cầu nguyện xong, lực lượng viện binh Mỹ tiến lên đỉnh Hacksaw, tiêu diệt gần hết quân Nhật. Một số lính Nhật giả vờ đầu hàng rồi ném lựu đạn, nhưng Doss đá quả lựu đạn đi chỗ khác để bảo vệ đồng đội. Quả lựu đạn làm Doss bị thương, anh được đưa về căn cứ. Quân Mỹ chiến thắng trong trận này.
Bộ phim cho biết sau này Doss được Tổng thống Harry S. Truman trao tặng Huân chương Danh dự vì đã cứu mạng 75 người lính trên đỉnh Hacksaw. Doss sống với Dorothy đến khi bà mất vào năm 1991. Ông cũng mất vào ngày 23 tháng 3 năm 2006, ở tuổi 87.

## Diễn viên
- Andrew Garfield vai Desmond Doss
- Vince Vaughn vai Trung sĩ Howell

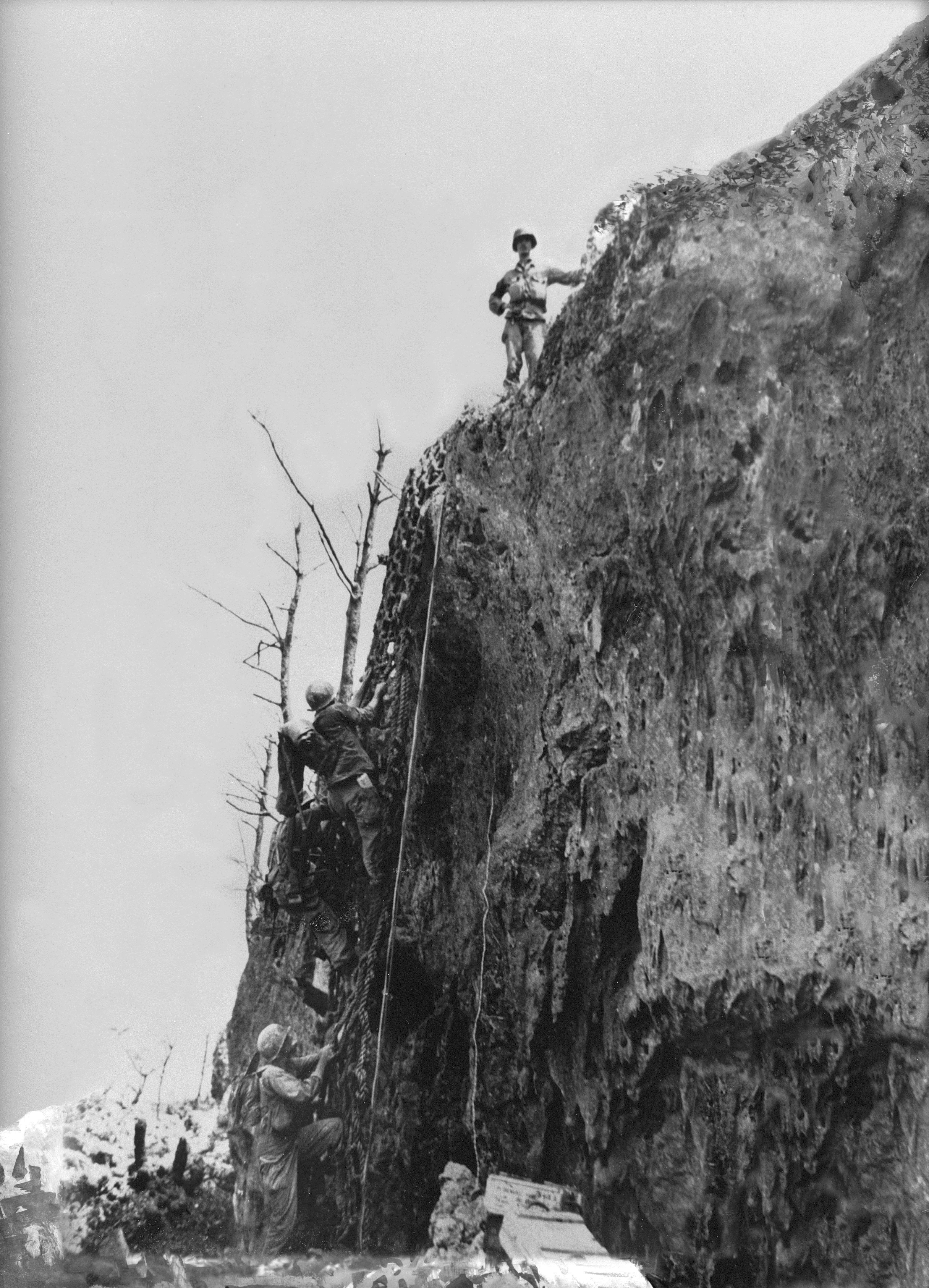
Desmond Doss đang đứng trên vách núi, trận Okinawa, ngày 4 tháng 5 năm 1945.

- Sam Worthington vai Đại úy Jack Glover
- Luke Bracey vai Smitty Ryker
- Teresa Palmer vai Dorothy Schutte, vợ của Desmond
- Hugo Weaving vai Tom Doss, bố của Desmond
- Rachel Griffiths vai Bertha Doss, mẹ của Desmond
- Ryan Corr vai Trung úy Manville
- Richard Roxburgh vai Đại tá Stelzer
- Luke Pegler vai Milt "Hollywood" Zane
- Richard Pyros vai Randall "Teach" Fuller
- Ben Mingay vai Grease Nolan